# شنقب صغير
شنقب صغير تسمى أيضا بكاشين صغير (الاسم العلمي: Lymnocryptes  minimus) (بالإنجليزية: Jack  Snipe) هو طائر ينتمي إلى طيطوي وشنقب (فصيلة: Scolopacidae).

## روابط خارجية
- Ageing and sexing (PDF; 0.57 MB) by Javier Blasco-Zumeta & Gerd-Michael Heinze نسخة محفوظة 8 نوفمبر 2016 على موقع واي باك مشين.
- Feathers of jack snipe (Lymnocryptes minimus) at Ornithos.de
- BirdLife species factsheet for Lymnocryptes minimus
- "Lymnocryptes minimus". أفيباس [الإنجليزية]‏.{{استشهاد ويب}}:  صيانة الاستشهاد: علامات ترقيم زائدة (link)
- "وسائط عن شنقب صغير". إنترنت بيرد كوليكشن.
- معرض الصور عن شنقب صغير على فيريو (جامعة دركسل)

- خريطة تفاعلية لنطاق انتشار Lymnocryptes minimus على IUCN Red List maps
- تسجيلات صوتية لJack snipe على Xeno-canto.